# 伪裂口虫属
伪裂口虫属（学名：Amphileptiscus）是裂口虫科下的一个属。

## 下属物种
本属包括以下物种：
- 史氏伪裂口虫 Amphileptiscus shii Song & Bradbury, 1998